# Национална награда „Бисерче вълшебно“
Национална награда „Бисерче вълшебно“ е първата награда в България, посветена на съвременните детски книги, отличени чрез гласуване на децата. Учредена е през 2013 г. по случай Международния ден на детската книга – 2 април. Името ѝ идва от приказката „Пук!“ на Валери Петров, в която се разказва за търсенето на вълшебно бисерче, което прави хората по-добри.
Организатор на Награда „Бисерче вълшебно“ е фондация за насърчаване на четенето „Детски книги“. Гласуването за съвременни детски книги е онлайн, в началото на всяка календарна година.
Номинираните заглавия са сред най-добрите издателски проекти за изминалата календарна година.

## История на наградата
Награда „Бисерче вълшебно“ е учредена през 2013 г. Името ѝ дава четиристишието на българския поет и писател Валери Петров от приказката „ПУК!“:
„Свети във морето
на детските игри
бисерче, което
ни прави по-добри...“
В рамките на месец, в началото на 2013 г. българските деца за първи път имат възможността активно да участват в избора на най-добра съвременна детска книга според собствените им виждания. Новаторският за България проект в началото цели да запознае децата с модерната художествена литература, издавана на български език; да им даде възможност да направят сами своя избор за любима книга и да насърчи четенето сред подрастващите на възраст между 7 и 14 години.
Постепенно Награда „Бисерче вълшебно“ се превръща в значим фактор за насърчаване на четенето сред децата в България. При подготовката и промяната на всяко ново издание, организаторите проследяват ситуацията с грамотността в страната и новите международни изследвания по темата, за да адаптират механизмите успешно. Днес Награда „Бисерче вълшебно“ е инструмент за насърчаване на четенето за удоволствие и преодоляване на проблемите с функционалната грамотност на българските деца. Целите на наградата включват:
- насърчаване на желанието и умението за четене на децата от 3 до 16 г. чрез предоставяне на право да избират какво да четат
- отчитане на индивидуалните им интереси и умения за четене
- стимулиране на грамотността за четене и функционалната грамотност на децата
- стимулиране на емоционалната интелигентност
- развитие на интерес към STEM
- подпомагане на българските библиотеки при обновяване на фонда с нови заглавия
- предлагане на иновативни решения за насърчаване на четенето на учителите, съобразени с най-новите научни изследвания в сферата на четенето
- обединяване на усилията на родители, учители, библиотекари и организации, ангажирани с проблемите на детското четене в България

### Бисерче вълшебно 2013
В първото издание на наградата са поканени да участват деца на възраст от 7 до 14 години. Те имат право да гласуват онлайн за едно номинирано художествено заглавие, издадено за пръв път на български език през 2012 г. Книгите, номинирани от българските издатели, са разделени в две възрастови категории – „Млади читатели“ (7 – 10 г.) и „Запалени читатели“ (11 – 14 г.). Всяко гласувало дете получава по имейл на родител грамота за почетно жури, а книгите, събрали най-много детски гласове са наградени с бронзови статуетки. В гласуването се включват 1391 деца от цялата страна.
Кампанията се провежда с подкрепата на Министерство на образованието и редица институционални и медийни партньори.

### Бисерче вълшебно 2014
Второто издание на наградата – „Бисерче вълшебно“ 2014 – преминава под патронажа на Президента на Република България Росен Плевнелиев. Участват 1853 деца на възраст от 6 до 14 години.
Кампанията се провежда с подкрепата на редица институционални и медийни партньори.

### Бисерче вълшебно 2015
В третото издание, „Бисерче вълшебно“ 2015, са внесени промени в броя на възрастовите категории (за художествени заглавия) – от две на три:
- Откриватели (6 – 8 г.)
- Мечтатели (9 – 11 г.)
- Майстори (12 – 15 г.)

Въведена е категория „Иноватори“ за книги с мултимедийни или интерактивни елементи към основния текст. За да намалят броя на децата, които не получават подкрепа от възрастен да дадат своя глас за избрана книга, организаторите въвеждат и възможността за колективен вот – учителите попълват таблица с индивидуалния избор на всеки от учениците си. Рекордният брой гласували – 3881 деца – отчита 109% ръст спрямо предходното издание. За първи път през 2015 г. е въведено и отличие на бъдещите читатели с мнение – децата под 6 години, които също могат да гласуват за някоя от номинираните книги, но вотът им не се отчита в основното гласуване. Книгата, избрана от най-малките, получава грамота.
„Бисерче вълшебно“ е включено в Плана за изпълнение на Националната стратегия за насърчаване на четенето (2013 – 2020 г.) и се провежда с подкрепата на Министерство на образованието и редица институционални и медийни партньори.

### Бисерче вълшебно 2016
През 2016 г. организаторите на Награда „Бисерче вълшебно“ провеждат първата посланическа кампания – „Активните бисерчета“ 2016, насочена към децата от 6 до 18 г. Чрез нея целят да поканят децата да генерират свои идеи за представяне на „Бисерче вълшебно“ пред своите приятели и съученици, а след това да реализират идеите си. Заявките за участие от страната са 90 (61 индивидуални участници и 29 отбора) с изключително интересни идеи. Най-впечатляващите 5 идеи получават нестандартна награда – посещение на български детски писател в тяхното училище/населено място. В резултат и на усилията на активните бисерчета, гласувалите деца в Награда „Бисерче вълшебно“ 2016 са 4490.
Бисерче вълшебно е включено в Плана за изпълнение на Националната стратегия за насърчаване на четенето (2013 – 2020 г.) и се провежда с подкрепата на Министерство на образованието и редица институционални и медийни партньори.

### Бисерче вълшебно 2017
Активно участие в петото издание вземат и децата от предучилищните групи в детските градини в страната, които също гласуват за книги, подкрепени от учителите си. Гласуването събира 6152 детски гласа, а отличените книги и в четирите категории са от български творци.
Бисерче вълшебно е включено в Плана за изпълнение на Националната стратегия за насърчаване на четенето (2013 – 2020 г.) и се провежда с подкрепата на Министерство на образованието и редица институционални и медийни партньори.

### Бисерче вълшебно 2018
Шестото издание, „Бисерче вълшебно“ 2018, е белязано от множество промени:
- промяна във възрастовия обхват на участниците: наградата е отворена за деца от 5 до 16 г. включително
- увеличаване на възрастовите категории с художествени заглавия от 3 на 4, което позволява по-правилното разпределяне на номинираните заглавия по категории и улесняване на участниците при избора на подходящи за възрастта, интересите и уменията им четива:
  - Откриватели (5 – 7 г.)
  - Изследователи (8 – 10 г.)
  - Мечтатели (11 – 13 г.)
  - Майстори (14 – 16 г.)

- въвеждане на нова категория за нехудожествени заглавия – „Нещотърсачи“. Това позволява подобряването на умението на българските деца да четат с осмисляне текстове от различни източници, да развиват своето STEM мислене и да се повлияе положително върху функционалната грамотност.

Промените дотолкова се харесват на участниците, че броят на гласувалите деца е 9447.
Бисерче вълшебно е включено в Плана за изпълнение на Националната стратегия за насърчаване на четенето (2013 – 2020 г.) и се провежда с подкрепата на Министерство на образованието и редица институционални и медийни партньори.

### Бисерче вълшебно 2019
Паралелно със седмото издание започва и изграждането на мрежа от читателски клубове „Бисерче вълшебно“ в цялата страна. За няколко месеца от учредяването на програмата броят на клубовете нараства до 79 с близо 4600 ученици на възраст 6 – 16 г. С помощта на своите ръководители (учители и библиотекари) децата четат и обсъждат художествени и нехудожествени заглавия, развиват критично и аналитично мислене, памет, концентрация и въображение.
Работата в клубовете дава неочаквано добър резултат – дори неуверени читатели се включват с огромен интерес и доказват, че Награда „Бисерче вълшебно“ е иновативен инструмент за развитие на функционалната грамотност и детското четене.
Гласувалите деца са 11376. Кампанията завършва с първа годишна среща на мрежата от читателски клубове в Пловдив, в рамките на фестивала „Пловдив чете“.
Бисерче вълшебно е включено в Плана за изпълнение на Националната стратегия за насърчаване на четенето (2013 – 2020 г.) и се провежда с подкрепата на Министерство на образованието и редица институционални и медийни партньори.

### Бисерче вълшебно 2020
Осмото издание на наградата отбелязва 100-годишнината от рождението на Валери Петров, Леда Милева и Джани Родари. Гласуването поставя началото и на инициативата „Книгоходец“, която стимулира децата да изминават книгометри, докато четат. Затварянето на библиотеките и училищата, карантината и дистанционното обучение иззправят децата пред трудния достъп до номинираните 134 заглавия. Това налага и провеждането на кампанията от 5 февруари до 22 септември 2020 г.
Удълженото време за гласуване дава възможноста на активните читатели с мнение да подкрепят своите любими книги, макар общият брой гласували деца да бележи понижение (5108 деца).

### Бисерче вълшебно 2021
В деветото издание на наградата са номинирани цели 144 книги, а гласуването продължава от 11 май до 22 октомври 2021 г. Въпреки втората поредна година на ограничения заради КОВИД кризата и затруднения достъп до номинираните книги, броят на гласувалите деца е 4223.

### Бисерче вълшебно 2022
През 2022 г. Националната награда „Бисерче вълшебно“ отбелязва своя 10-годишен юбилей. За десета поредна година децата между 5 и 16 години могат да гласуват за любимата си новопубликувана книга. Целта, която си поставя Фондация „Детски книги“, организатор на инициативата, е да насърчи четенето и да повиши функционалната грамотност на подрастващите, като даде на децата правото да избират сами книгите, които да подкрепят. От всички 121 заглавия победителите в традиционните 5 категории на наградата са определени от 6841 деца.
През 2022 г. за пръв път е връчен и призът „Хвърчащите хора“ на петима учители и библиотекари, които неуморно насърчават четенето сред децата. Името на отличието отново е вдъхновено от творчеството на Валери Петров – кръстник и на „Бисерче вълшебно“. Неговото едноименно стихотворение „Хвърчащите хора“ описва идеално работата на ръководителите на читателските клубове „Бисерче вълшебно“ и на учителите и библиотекарите, които подпомагат мисията на фондация „Детски книги“.

### Бисерче вълшебно 2023
През 2023 г., поради увеличения брой номинирани заглавия, които затрудняват децата да избират своите фаворити, в Националната награда „Бисерче вълшебно“ се въвеждат промени: 
- Категориите стават 6, като се въвежда нова категория „Буболечета“ (3 – 5 г.).
- Категория „Нещотърсачи“ събира енциклопедични издания за деца от 3 до 16 г.
- Въвежда се дълъг/кратък списък с номинирани заглавия, за да се задълбочи качеството, да се улесни четенето и вземането на информиран избор сред децата и младежите.

Така от 2023 г. се въвеждат 3 етапа: 
1. Издателите номинират своите най-добри книги, издадени в предходната на гласуването календарна година.
2. Експертно жури (20 души) + панел деца (мин. 250) гласуват за избирането на 50 художествени заглавия (по 10 в категория) и до 25 нехудожествени, които да съставят краткия списък.
3. Всички деца от 3 до 16 г. определят победителите чрез гласуване.

Всички номинирани книги в дългия списък подлежат на преглед и оценка от двата панела на журито – възрастни и деца. Всички книги остават видими на сайта на наградата, в секция „Архив“. 
Номинираните в дългия списък издания през 2023 г. са 166 (български и преводни; художествени и нехудожествени), излъчени от 52 издателства и самопубликуващи се автори. След оценка на двата панела на журито, на гласуване са подложени 81 книги. Своя вот дават 8841 деца.
Победителите са обявени по време на церемония, предшествана от първия семинар за споделяне на опит „Бисерче вълшебно“, в който участват представители на A Book A Day (САЩ) и Children's Books Ireland (Ирландия). 
Обявени са и следващите петима носители на приза „Хвърчащите хора“.

### Бисерче вълшебно 2024
През 2024 г. в дългия списък са номинирани 141 книги (български и преводни; художествени и нехудожествени), излъчени от 48 издателства и самопубликуващи се автори. След оценка на двата панела на журито, на гласуване са подложени 90 книги.  
В гласуването участват 10835 деца на възраст от 3 до 16 години, включително и българчета, живеещи в чужбина. Победителите са обявени по време на церемония в ОКИ „Музейко“. 
Обявени са и следващите шестима носители на приза „Хвърчащите хора“.

## Победители в „Бисерче вълшебно“
Победителите в конкурса се определят от броя събрани детски гласове за дадено заглавие.
Децата могат да гласуват онлайн, с помощ от възрастен (родител/настойник) или с помощта на учител/библиотекар, чрез формуляр за колективен вот.
По-малките читатели имат правото да подкрепят книга от по-висока възрастова категория (ако са активни читатели и уменията им са изпреварили възрастта). По-големите нямат право да гласуват за книги, разпределени в по-ниска възрастова категория.
Гласуването се провежда през сайта на Награда Бисерче вълшебно – www.biserche.com.
| Година на награждаване | Категория в наградата | Категория в наградата | Категория в наградата | Категория в наградата | Категория в наградата | Категория в наградата |
|                        | | Млади читатели (7 – 10 г.) | | Запалени читатели (11 – 14 г.) | | |
| ---------------------- | --- | --- | --- | --- | --- | --- |
| 2013                   | | Малката Божана в деня на боклуците (изд. „Жанет 45“, 2012), текст Божана Апостолова, илюстрации Костадин Костадинов                                             | | Пърси Джаксън и героите на Олимп. Знакът на Атина – книга 3 (изд. „Егмонт България“, 2012) текст Рик Риърдън                                                                               | | |
| 2014                   | | Приключенията на мотовете (изд. „Мотове“, 2013), текст Радостина Николова, илюстрации Мелина-Елина Бондокова                                                    | | Пърси Джаксън и героите на Олимп. Домът на Хадес – книга 4 (изд. „Егмонт България“, 2013) текст Рик Риърдън                                                                                | | |
|                        | | Откриватели (6 – 8 г.) | Мечтатели (9 – 11 г.) | Майстори (12 – 15 г.) | Иноватори (6 – 15 г.) | Бъдещи читатели с мнение (под 6 г.) |
| 2015                   | | Приключенията на Алиса в Страната на чудесата, разказани за най-малките от самия автор (изд. „Лабиринт“, 2014), текст Луис Карол, илюстрации Елена Базанова     | Сам Силвър, тайният пират: Морското чудовище (изд. „Фют“, 2014), текст Джан Бърчет, Сара Воглър                                                      | Сняг вали (изд. „Егмонт България“, 2014), текст Джон Грийн, Морийн Джонсън и Лорън Миракъл                                                                                                 | Малката Божана в подводния свят – интерактивна книга (разработка на изд. Жанет-45) Сън в лятна нощ – музикална книга (изд. ЕМАС, 2014), автор Марко Зимса, илюстрации Дорис Айзенбургер Последната игра. Поканата – книга с хиперлинкове и кодове (изд. „Егмонт България“, 2014), автор Джеймс Фрей | Градът на скейтбордовете. Слончето от цирка (изд. „Еко кидс“, 2014), текст Мария Мартин, илюстрации Ива Груева |
| 2016                   | | Бъди ми приятел (изд. „Кръгозор“, 2015), текст Юлия Спиридонова, илюстрации Пенко Гелев                                                                         | Наследниците: Островът на изгубените (изд. „Егмонт България“, 2015), текст Мелиса де ла Круз                                                         | Българ 2: Лабиринтът на времето (изд. „Сиела“, 2015), текст Неделчо Богданов | Нещата, на които не ни учат в училище (изд. „Егмонт България“, 2015), текст Емил Конрад | Градът на скейтбордовете. Годишното състезание (изд. „Еко кидс“, 2015), текст Мария Мартин, илюстрации Ива Груева |
| 2017                   | | Легенда за първия кукер (изд. „Егмонт България“, 2016), текст Димитър Петров, илюстрации Studio Zmei                                                            | Моите красиви рога (изд. „Мотове“, 2016), текст Радостина Николова, илюстрации Мелина-Елина Бондокова                                                | Българ 3. Междузвезден унищожител (изд. „Сиела“, 2016), текст Ал Торо и Неделчо Богданов                                                                                                   | Добросъците (книга-игра) (изд. „Фондация „Таласъмче“, 2016), текст Никола Райков, илюстрации Мая Бочева–Уики | Градът на скейтбордовете. Как баба Борди полетя с балон (изд. „Еко кидс“, 2016), текст Мария Мартин, илюстрации Ива Груева и Анна Цочева |
|                        | Откриватели (5 – 7 г.) | Изследователи (8 – 10 г.) | Мечтатели (9 – 11 г.) | Майстори (12 – 15 г.) | Нещотърсачи (5 – 16 г.) – нехудожествени | Бъдещи читатели с мнение (под 6 г.) |
| 2018                   | Мечокът и пианото (изд. „Фют“, 2017), текст и илюстрации Дейвид Личфийлд                                                                  | S.O.S. Нова учителка (поредица „Историите на госпожица Шарлот“, изд. „Прозорче“, 2017), текст Доминик Демерс, илюстрации Тони Рос, превод Анета Пантелеева      | Невидим (изд. „Егмонт България“, 2017), текст Станислав Койчев–Стан                                                                                  | Сянката (изд. „Фют“, 2017), текст Джузепе Феста | Тялото говори (изд. „Цвета Бук“, 2017), текст Цвета Белчева, илюстрации Радостина Пенева | Художествено заглавие: Приказки за цялото семейство (изд. „Софтпрес“, 2017), текст Диана Петрова Нехудожествено заглавие: Любознайко. Откъде идва храната (изд. „Софтпрес“, 2017), текст Виктория Иванова, илюстрации Стелияна Донева                                            |
| 2019                   | Аз се уча да чета. Разхвърляната Мими (изд. „Клевър бук“, 2018), текст Кристиан Джоунс, илюстрации Хуана Мартинез-Нийл                    | Приказка от два свята (книга-игра), (изд. „Фондация „Таласъмче“, 2018), текст и концепция Никола Райков, илюстрации Мая Бочева–Уики                             | Вратарката и морето (изд. „Изида“, 2018), текст Мария Пар, превод Росица Цветанова                                                                   | Измамен (изд. „Егмонт България“, 2018), текст Станислав Койчев–Стан | Тайните на Стефи (изд. „Егмонт България“, 2018), текст Стефани Петкова–Стефи | Художествено заглавие: Кико без крила (изд. „Мармот“, 2018), текст Радостина Николова, илюстрации Матея Аркова Нехудожествено заглавие: Емоциите. Вълнения... и аз във всички мои състояния! (изд. „Прозорче“, 2018), текст Сесил Лангоне, илюстрации Софи Регани                |
| 2020                   | Може ли да бъда твоето куче? (изд. „Еуниката“, 2019), текст и илюстрации Трой Къмингс                                                     | Новата футболна треньорка (поредица „Историите на госпожица Шарлот“, изд. „Прозорец“, 2019), текст Доминик Демерс, илюстрации Тони Рос, превод Анета Пантелеева | Изпитанията на Аполон. Гробницата на тирана (изд. „Егмонт“, 2019), текст Рик Риърдън, превод Александър Драганов                                     | 180 секунди (изд. ICU, 2019), текст Джесика Парк, превод Елка Виденова | Невероятният свят с експерименти на Петьо Филията (изд. „Егмонт“, 2019), текст Станислав Койчев-Стан | Художествено заглавие: Сто жаби (изд. „Давид“, 2019), текст и илюстрации Евгения Войнова Нехудожествено заглавие: Дърветата (изд. „Дакелче“, 2019), текст Войчех Грайковски, илюстрации Пьотр Соха, превод Марина Огнянова                                                       |
| 2021                   | Дори чудовищата си подреждат стаите (изд. „Прозорец“, 2020) текст и илюстрации Грегъри Мабир и Джесика Мартинело, превод Анета Пантелеева | Приключенията на Зед: В гората Интернет (изд. DigitalKidZ1 2020), текст Зорница Христова, илюстрации Силвия Петрова                                             | Кало Змея 2: Чудовища като мен (изд. „Сиела“, 2020), текст Милен Хальов, корица Дамян Дамянов                                                        | Изпитанията на Аполон 5: Кулата на Нерон (изд. „Егмонт“, 2020), текст Рик Риърдън, превод Александър Драганов                                                                              | Да спасим Земята (изд. ПАН, 2020), текст Мария Манеру, превод Корнелия Лозанова | Художествено заглавие:Дори чудовищата си подреждат стаите (изд. „Прозорец“, 2020) текст и илюстрации Грегъри Мабир и Джесика Мартинело, превод Анета Пантелеева Нехудожествено заглавие: Да спасим Земята (изд. ПАН, 2020), текст Мария Манеру, превод Корнелия Лозанова         |
| 2022                   | Прегръдката (изд. „Хермес“, 2021) текст Оуен Маклафлин, илюстрации Поли Дънбар                                                            | Дугулите и вълшебното листо (изд. „Приказки-игри“, 2021) текст Тони Теллалов и Никола Райков, илюстрации Мая Бочева                                             | Кеплер 62. Книга първа: Поканата (изд. „Жанет 45“, 2021), текст Бьорн Суртлан и Тимо Парвела, илюстрации Паси Питкянен, превод Росица Цветанова      | Турбо (изд. „Труд“, 2021), текст Николай Пенчев, илюстрации Иван Коритарев | Всичко за приятелството (изд. „Клевър бук“, 2021), текст Фелисити Брукс и Франки Алън, илюстрации Мар Фереро, превод Миряна Илчева | Художествено заглавие:Опашати непознати (изд. „Меченосец“, 2021), текст Събина Георгиева, илюстрации Силвия Иванова Нехудожествено заглавие:Моята първа книга за природата (изд. „Хермес“, 2021), текст Камила де ла Бедойър, илюстрации Джейн Нюланд, превод Стоянка Карачанова |
|                        | Буболечета (3-5 г.) | Откриватели (5-7 г.) | Изследователи (8-10 г.) | Мечтатели (11-13 г.) | Майстори (14-16 г.) | Нещотърсачи (нехудожествени) |
| 2023                   | Зайчето Рики (изд. „Фют“, 2022) текст и илюстрации Гуидо ван Генехтен                                                                     | Най-елегантният гигант в града (изд. „Жанет 45“, 2022) текст Джулия Доналдсън, илюстрации Аксел Шефлър, превод Мария Донева                                     | Ванилия Величественова Всемогъщова – книга 5 от поредицата „Феята от захарницата“ (изд. „Рибка“, 2022) текст Катя Антонова, илюстрации Мила Лозанова | Последната мечка (изд. „Таралеж“, 2022) текст Хана Голд, илюстрации Ливай Пинфолд, превод Деница Янкова                                                                                    | Новата планета (изд. „Изида“, 2022) текст Мартин Вопенка превод Красимир Проданов | Най-добрата мама на света (изд. „Ентусиаст“, 2022) текст Себастиен Перез, илюстрации Бенжамен Лакомб, превод Силвия Колева |
| 2024                   | Раче Юначе (изд. „Фют“, 2023), текст Цвета Брестничка, илюстрации Стелияна Донева                                                         | Чудните приказки на баба (изд. „Ентусиаст“, 2023), текст Карин-Мари Амио, илюстрации Жюли Мелан, превод Силвия Колева                                           | Най-най-голямото приключение на малкото таласъмче (изд. „Геймтейл“ 2023), текст Никола Райков, илюстрации Надежда Йорданова, Никола Райков           | Сузи, внучката от къщата на № 4 и времето на скритите еврейски звезди (изд. „Културни перспективи“, 2023), текст Биргита Бер, илюстрации Сандра Вендеборн, превод Мая Разбойникова-Фратева | Слънчеви лъчи в мрака (изд. „Сиела“ 2023), текст Изабел Овчарова – Изи | На гости на пчелите (изд. „Софтпрес“, 2023), текст Петра Бартикова, илюстрации Мартин Шойдр |

## Резултати от гласуването през годините
Награда „Бисерче вълшебно“ е инициатива за отглеждане на четящи деца. Голяма част от гласувалите участници се включват всяка следваща година и привличат свои връстници. Отчетеният ръст в гласуването означава успех в насърчаване на качественото четене (вж таблица Вот в Бисерче вълшебно по години и брой гласували деца).
За успешното провеждане на кампанията са необходими обединените усилия на организаторите, активните учители и библиотекари, и на родителите. В населените места, където съвместната работа е факт, броят на гласувалите деца е осезаемо по-голям (вж галерия Вот в Бисерче вълшебно по населени места).
| Вот в Бисерче вълшебно по години и брой гласували деца | Вот в Бисерче вълшебно по години и брой гласували деца |
| Година                                                 | Брой гласове                                           |
| ------------------------------------------------------ | ------------------------------------------------------ |
| 2013                                                   | 1391                                                   |
| 2014                                                   | 1853                                                   |
| 2015                                                   | 3881                                                   |
| 2016                                                   | 4490                                                   |
| 2017                                                   | 6152                                                   |
| 2018                                                   | 9447                                                   |
| 2019                                                   | 11376                                                  |
| 2020                                                   | 5108                                                   |
| 2021                                                   | 4223                                                   |
| 2022                                                   | 6841                                                   |
| 2023                                                   | 8841                                                   |
| 2024                                                   | 10835                                                  |